# Vincenza Armani
Vincenza Armani (Venezia, 1530 – 11 settembre 1568) è stata un'attrice teatrale, poetessa e cantante lirica italiana.
Era nota anche per i suoi ricami. Fu una della più famose attrici italiane del periodo, nota come la "divina Vincenza Armani". Lei e Barbara Flaminia furono le più famose attrici in Italia negli anni 1560; erano descritte come grandi rivali.

## Biografia
Vincenza Armani era originaria di Venezia ed è menzionata per la prima volta quando nel 1565 a Mantova interpretò la parte di un uomo nella compagnia teatrale di Zan Ganassa, nome d'arte di Alberto Naselli. Più tardi divenne la primadonna della famosa compagnia della commedia dell'arte I Gelosi di Flaminio Scala. Affiancò la sua attività di attrice componendo musica, scrivendo poesie e cantando. Faceva anche merletti e realizzò sculture di cera. Nel 1566, Barbara Flaminia è citata come sua rivale per fama e nel 1567 le due attrici recitarono a Mantova in una famosa competizione.
Armani è stata la prima famosa attrice italiana ben documentata nella commedia dell'arte, e la prima primadonna italiana. A quel'epoca rare erano le attrici famose, oltre a Barbara Flaminia sono passate alla storia anche Isabella Andreini e Vittoria Piissimi. Tuttavia la prima attrice italiana di cui conosciamo il nome è Lucrezia Di Siena, il cui nome è riportato in un contratto dell'ottobre 1564.
Si pensa che Vincenza Armani sia stata avvelenata da un ex innamorato. Il suo amante e collega Adriano Valerini scrisse una famosa commemorazione in sua memoria nel 1570. Garzoni la definì "Divina" e "una perfetta commediante".

## Poesie
- Della divina signora V. A. all'ecc. sig. duca di Mantova
- A madonna Lucrezia d'Este
- All'ecc. sig. duca di Ferrara